# Ordinary People
Ordinary People (en España, Gente corriente; en Hispanoamérica, Gente como uno) es un filme estadounidense de 1980 dirigido por Robert Redford y con Donald Sutherland, Mary Tyler Moore, Timothy Hutton, Elizabeth McGovern, Dinah Manoff, Judd Hirsch y M. Emmet Walsh en los papeles principales. 
La película, primera dirigida por Robert Redford, fue galardonada con importantes premios cinematográficos estadounidenses: obtuvo cuatro Óscares incluyendo uno como mejor película, otro por mejor director, y otro por mejor actor secundario (para Timothy Hutton, el más joven ganador hasta entonces con veinte años de edad), más cinco Globos de Oro. Está basada en la novela Ordinary People de Judith Guest.

## Sinopsis
Las relaciones dentro de una familia estadounidense modelo, los Jarrett (padre, madre, dos hijos) que vive en un vecindario adinerado, se ven alteradas por un accidente ocurrido en un bote. El mayor de los hermanos, Jordan "Buck" Jarrett, muere en el accidente mientras que el menor, Conrad (Timothy Hutton) queda agobiado por la culpa de haber sobrevivido. Abrumado, Conrad intenta suicidarse y es internado durante un tiempo en un psiquiátrico donde le atiende el Dr. Berger (Judd Hirsch). 
El film narra el regreso a casa de Conrad, con sus problemas psicológicos, atrapado entre la frialdad de su madre Beth (Mary Tyler Moore) y la impostada alegría de su padre Calvin (Donald Sutherland) quien pretende restablecer la armonía familiar aparentando calma y presionando a su hijo y esposa para mostrar una imagen de felicidad ante terceros. Las emociones entre los tres miembros de la familia se expresan en una serie de mutuos reproches y recriminaciones: Calvin exige a Beth mantener la calma y la unidad familiar olvidando la tragedia, Beth muestra resentimiento hacia Conrad insinuando que el fallecido Jordan era su hijo predilecto, mientras Conrad sigue consumido por la culpa pero reprocha a Beth por no valorar la sobrevivencia del menor de sus hijos. Llega la noticia de que Karen Aldrich (una amiga de Conrad en el hospital) se suicida por depresión, esta información aterra a Calvin quien teme un desenlace similar para su hijo y evita volver a discutir con él solamente debido a ese miedo.
Tras una intervención del Dr. Berger en la crisis familiar, el mutuo desagrado entre madre e hijo genera un conflicto matrimonial cuando Calvin insiste en que la imagen de familia "feliz y tranquila" se imponga sobre los sentimientos de Beth y de Conrad. El conflicto se resuelve cuando tras un viaje familiar Beth manifiesta a su hijo menor que el pesar por la muerte de Jordan no desaparece, y no puede dejar de mirar a Conrad como "culpable" de modo inconsciente; ante tal revelación Calvin se enfurece pero ello solo motiva a Beth a abandonar el hogar. Tras ello, Calvin y Conrad deben reconstruir su relación paterno filial, ya solos en la casa.

## Reparto
- Donald Sutherland: Calvin Jarrett
- Mary Tyler Moore: Beth Jarrett
- Timothy Hutton: Conrad Jarrett
- Judd Hirsch: Dr. Tyrone C. Berger
- Elizabeth McGovern: Jeannine Pratt
- M. Emmet Walsh: Entrenador Salan
- Dinah Manoff: Karen Aldrich
- Fredric Lehne: Lazenby
- James B. Sikking: Ray Hanley
- Scott Doebler: Jordan "Buck" Jarrett
- Adam Baldwin: Stillman
- Basil Hoffman: Sloan

### Doblaje - México y Los Ángeles
- José Luis Orozco - Donald Sutherland - Calvin Jarrett
- Rebeca Manríquez - Mary Tyler Moore - Beth Jarrett
- José Luis Reza Arenas - Timothy Hutton - Conrad Jarrett
- Jorge Santos - Judd Hirsch - Dr. Tyrone C. Berger
- Circe Luna -Elizabeth McGovern - Jeannine Pratt
- Guillermo Romano - M. Emmet Walsh - Entrenador Salan
- Marina Huerta - Dinah Manoff - Karen Aldrich
- Arturo Mercado Jr. - Fredric Lehne - Lazenby
- Alejandro Villeli - James B. Sikking - ''Ray Hanley
- Javier Pontón -Scott Doebler - Jordan "Buck" Jarrett
- Jorge Roig Jr.- Adam Baldwin - Stillman
- Roberto Alexander - Basil Hoffman - Sloan

## Premios
| Año  | Categoría              | Persona           | Resultado |
| ---- | ---------------------- | ----------------- | --------- |
| 1981 | Mejor película         | Ronald L. Schwary | Ganador   |
| 1981 | Mejor director         | Robert Redford    | Ganador   |
| 1981 | Mejor actriz           | Mary Tyler Moore  | Nominada  |
| 1981 | Mejor actor de reparto | Timothy Hutton    | Ganador   |
| 1981 | Mejor actor de reparto | Judd Hirsch       | Nominado  |
| 1981 | Mejor guion adaptado   | Alvin Sargent     | Ganador   |

- Premio Globo de Oro
  - a la mejor película - Drama
  - a la mejor dirección: Robert Redford
  - a la mejor actriz - película dramática: Mary Tyler Moore
  - al mejor actor secundario: Timothy Hutton
  - a la nueva estrella masculina del año - Cine: Timothy Hutton

- Premio Sindicato de directores de Estados Unidos
  - al más destacado realizador de película: Robert Redford

- Premios del Círculo de críticos de cine de Nueva York
  - al mejor filme

- Premios WGA
  - al mejor guion adaptado: Alvin Sargent